# Five Feet High and Rising
Five Feet High and Rising è un album compilation del cantautore country statunitense Johnny Cash, pubblicato nel 1974 dalla Columbia Records.

## Il disco
L'album è costituito da canzoni del repertorio di Cash a partire dagli anni sessanta fino all'album The Junkie and the Juicehead Minus Me del 1974. Il disco raggiunse la 33ª posizione nella classifica statunitense di Billboard.
Alla title track di quest'album fece riferimento il gruppo rap De La Soul per il titolo del loro album di debutto Three Feet High and Rising del 1989.

## Tracce
1. In Them Old Cottonfields Back Home (Lead Belly) - 2:33
2. I'm So Lonesome I Could Cry (Hank Williams) - 2:38
3. Frankie's Man Johnny (Johnny Cash) - 2:17
4. In the Jailhouse Now (Jimmie Rodgers) - 2:22
5. My Shoes Keep Walking Back to You (Lee Ross, Bob Wills) - 2:23
6. Don't Take Your Guns to Town (Cash) - 3:04
7. Great Speckled Bird (Roy Carter, Guy Smith) - 2:04
8. Five Feet High and Rising (Cash) - 1:49
9. I Forgot More Than You'll Ever Know (Cecil A. Null) - 2:29